# Чоловік в метро
«Чоловік в метро» (англ. The Little Man on the Subway) — фентезійне оповідання американського письменника Айзека Азімова, вперше опубліковане у червні 1950 року у Fantasy Book. Увійшло до збірки «Ранній Азімов» (1972).

## Сюжет
Патрік Каллен, провідник в метро Нью-Йорка, дивується, коли ніхто не виходить з першого вагону на всіх зупинках від Флетбуш аж до кінцевої. Він ще більше дивується, коли поїзд починає рухатися далі через неіснуючі станції. Він зустрічає людину, яка представляється паном Крамлі, який говорить, що він працює богом і таким чином викрадає людей, для перетворення їх у своїх послідовників. Каллена він теж перетворює на свого послідовника.
Каллен зустрічає інших віруючих, а також протистоїть заколоту апостолів проти Крамлі. Зрештою, після повалення Крамлі, той наказує Каллену перестати в нього вірити, і Каллен приходить до тями в поїзді на станції Флетбуш.